# Konrad Franz

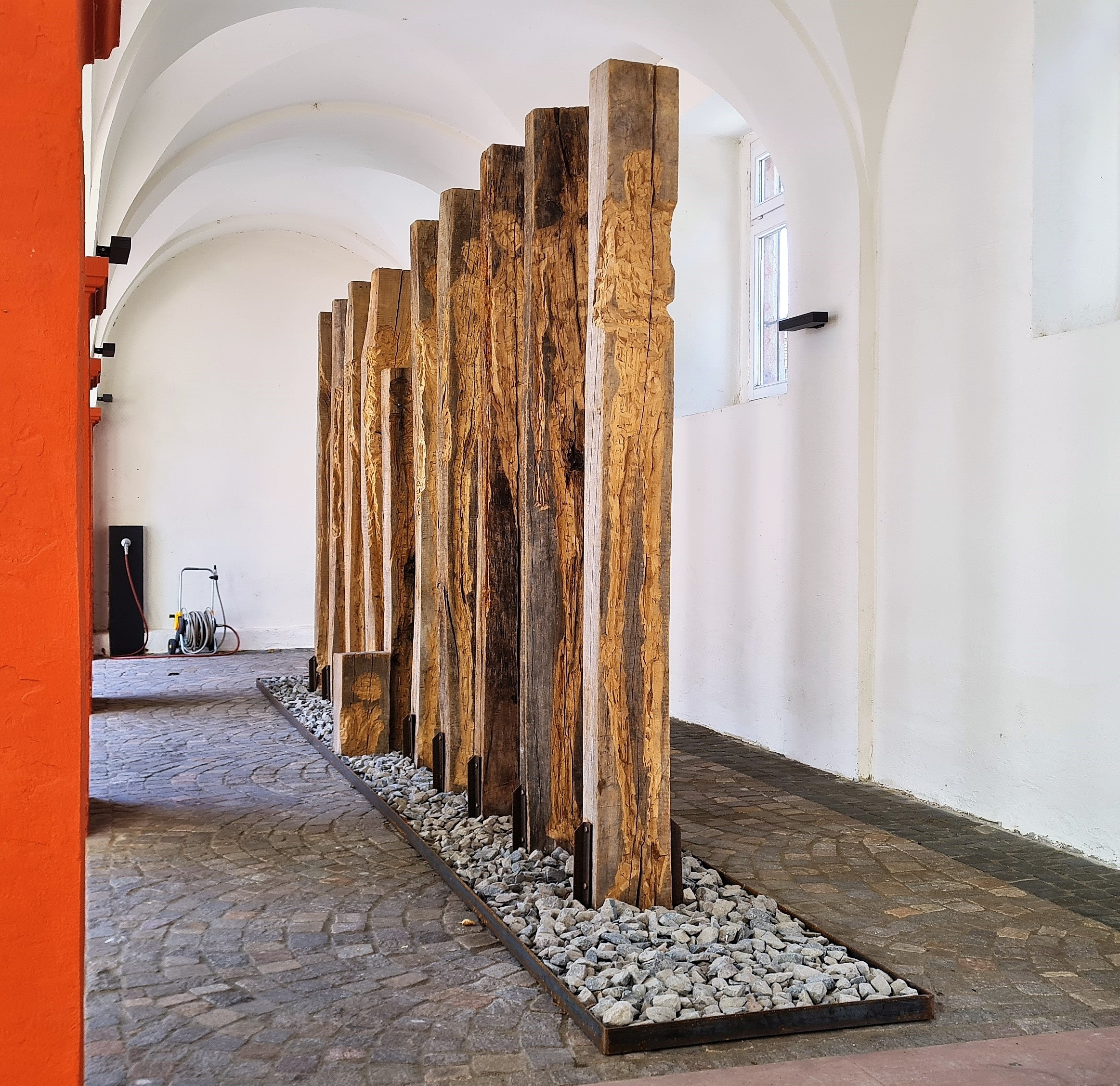
Skulptur „Deportation“, 1994/1995

Konrad Franz (* 1954 in Keilberg bei Aschaffenburg) ist ein deutscher Bildhauer.

## Leben
Von 1973 bis 1975 absolvierte Franz eine Ausbildung zum Krankenpfleger. Von 1977 bis 1978 besuchte er die Berufsfachschule für Holzbildhauer in Michelstadt im Odenwald. Seit 1979 arbeitet er als freischaffender Künstler in Hausen und in Aschaffenburg. Ab 1993 hatte er ein Atelier in der Alten Dorfkirche in Hausen (bei Aschaffenburg). Seit 2012 befindet sich sein Atelier im  Gentil-Haus in Aschaffenburg.
Sein Werkmaterial ist das Holz, seine Werkzeuge hauptsächlich Kettensäge und Axt, wobei die Oberflächen seiner Skulpturen nicht weiter bearbeitet werden, sodass die Spuren von Axt und Säge erhalten bleiben.

## Preise und Auszeichnungen
- 1999: Förderpreis des Neuen Kunstvereins Aschaffenburg
- 2005: Bundespreis für Kunstprojekte an Schulen der Kulturstiftung der Länder „Kinder zum Olymp!“

## Ausstellungen (Auswahl)
- 1984 Städtische Galerie Jesuitenkirche
- 1991 Kunstverein Tauberbischofsheim
- 1995 Alte Synagoge Schlüchtern
- 1998 Skulpturensommer Amorbach
- 1999 Main-Echo Aschaffenburg
- 2000 DEBIS-Gebäude Berlin
- 2002 Spitäle Würzburg
- 2003 Boom in Beeld Symposium in Putten/NL
- 2004 Unterfränkische Kulturtage in Ostheim/Rhön
- 2005 Paris St.Germain, Jumelage Aschaffenburg/St. Germain
- 2006 Galerie Kirchner, Grünsfeld
- 2007 „Skulpturen im Park“, Rohe´sche Altenheim-Stiftung,  Kleinwallstadt
- 2008 „Main“ Bildhauersymposium, Aschaffenburg Architekturhaus, Dresden
- 2009 "Nahtstelle" Christian Rudolph, Christoph Jakob, Konrad Franz, Alte Dorfkirche Hausen
- 2009 „Ortswechsel“ Arkadenhof Aschaffenburg
- 2012  Kunstverein Jülich
- 2013 „Deponiert-inspiriert“ BBK im Schlossmuseum, Aschaffenburg
- 2016 „Im Wandel“ Jesuitenkirche, Aschaffenburg „Übergänge“ Alte Dorfkirche Hausen 20 Jahre Galerie Kirchner, Grünsfeld
- 2017 "von wandernden Steinen, Engerlingen und verkappten Schwänen" Alte Dorfkirche Hausen "Ungreifbar" Aschaffenburger Künstler in der Jesuitenkirche Aschaffenburg[1]